# Takahiro Shikine
Takahiro Shikine (jap. 敷根 崇裕 Shikine Takahiro; ur. 7 grudnia 1997) – japoński florecista, medalista olimpijski z Paryża (2024), dwukrotny medalista mistrzostw świata.
W 2016 roku zdobył złoto indywidualnie i drużynowo na mistrzostwach świata juniorów w Bourges w 2016 roku. Na rozgrywanych rok później mistrzostwach świata juniorów w Płowdiwie był drugi drużynowo.
Podczas mistrzostw świata w Lipsku w 2017 roku wywalczył brązowy medal w turnieju indywidualnym. Wyprzedzili go jedynie Rosjanin Dmitrij Żeriebczenko i kolejny Japończyk - Toshiya Saitō. Na mistrzostwach świata w Mediolanie sześć lat później Japończycy w składzie: Kazuki Iimura, Kyōsuke Matsuyama, Takahiro Shikine i Kenta Suzumura zdobyli złoty medal w zawodach drużynowych.
Ponadto zdobył drużynowo brązowy medal na igrzyskach azjatyckich w Dżakarcie w 2018 roku oraz brązowe medale w obu konkurencjach na igrzyskach azjatyckich w Hangzhou w 2022 roku.
Wystartował na igrzyskach olimpijskich w Tokio w 2020 roku, gdzie był czwarty indywidualnie. Walkę o brązowy medal przegrał z Czechem Alexandrem Choupenitchem 8:15. Czwarte miejsce zajął także w rywalizacji drużynowej. W 2024 roku ponownie reprezentował Japonię na Letnich Igrzyskach Olimpijskich, gdzie w rywalizacji indywidualnej florecistów odpadł w pierwszej walce, a w turnieju drużynowym zdobył złoty medal.